# Taraxacum hellenicum
Taraxacum hellenicum — вид квіткових рослин з підродини цикорієвих (Cichorioideae).

## Поширення
Сербія й Косово, Греція (включаючи Кікладес, Крит, Східно-Егейські острови), Україна, Крим, Туреччина (Анатолія, європейська Туреччина), Кіпр, пн.-зх. Сирія.

## Біоморфологічна характеристика
Це багаторічна рослина. Належить до Taraxacum sect. Scariosa. Філарії випростані, слабо притиснуті, а період цвітіння починається восени. Листки перисторозсічені майже до середньої жилки, з численними дрібними, видовжено-загостреними або майже округлими бічними частками, розділеними більш дрібними часточками. Як правило, одночасно розпускається небагато квітів і з'являються вони разом з листям.